# Besedka Johnson
Besedka Johnson (* 5. Oktober 1925 in Detroit, Michigan; † 4. April 2013 in Glendale, Kalifornien) war eine US-amerikanische Filmdarstellerin. Sie war die Darstellerin der Witwe Sadie in dem Film Starlet von 2012.

## Leben
Johnson wurde als Beatrice Vivian Divic als eines der beiden Kinder des Ehepaars Milan und Frances Divic geboren. Im Alter von 17 Jahren zog Johnson als Teenager nach Los Angeles, um in Kalifornien eine Karriere als Model aufzunehmen. Sie arbeitete anschließend kurzzeitig als Model.
Ende der 1940er Jahre heiratete sie ihren ersten Ehemann, einen Maler und Künstler; ihr Nachname Johnson war der Name ihres ersten Ehemanns. Aus der Ehe gingen drei Söhne hervor. Die Ehe endete Ende der 1950er Jahre mit einer Scheidung. Auch ihre zweite, kurz darauf geschlossene Ehe wurde 1966 geschieden. Nach ihrer ersten Scheidung nahm Johnson kurzzeitig Schauspielunterricht, jedoch nicht mit dem Ziel, Schauspielerin zu werden. Johnson selbst betrachte dies eher als eine Art „Selbsttherapie“.
Seit den 1960er Jahren verwendete Johnson „Besedka“ als ihren Vornamen. Dies war der Name ihres eigenen Bekleidungsgeschäftes, das sie lange Jahre am Ventura Boulevard in Woodland Hills führte. Später eröffnete sie ein neues Besedka-Geschäft am Riverside Drive in North Hollywood. Zu ihren Stammkundinnen gehörte die Schauspielerin Brogan Lane, die spätere Ehefrau des Schauspielers Dudley Moore, die damals als Model arbeitete. Zwischen Johnson und Lane entwickelte sich eine private Freundschaft.
1981 gab Johnson ihr Geschäft auf; es folgten Reisen, unter anderem nach Griechenland und Hawaii. Ende der 1980er Jahre arbeitete sie zeitweilig als persönliche Assistentin für Brogan Lane und Dudley Moore, als Lane und Moore kurzzeitig (1988–1991) verheiratet waren. In späteren Jahren war Johnson als Verwalterin und Hausmeisterin einer Wohnungseigentumsanlage in San Francisco tätig.
Als Rentnerin betrieb Johnson intensiv Fitness und Yoga. Sie beschäftigte sich mit Astrologie und Zahlensymbolik; im Bekannten- und Freundeskreis war sie als Lebensberaterin tätig.
Im Sommer 2011 wurde sie im Alter von 85 Jahren als Schauspielerin für das Kino entdeckt. Johnson hatte eine Knieprothese erhalten; im Rahmen ihrer Rehabilitation ging sie in einer Sportanlage des YMCA in Hollywood mehrmals in der Woche zum Schwimmen. Im Schwimmbad wurde der Mitarbeiter einer Filmproduktionsfirma, der kurzfristig einen Ersatz für eine andere Schauspielerin suchte, auf sie aufmerksam. Er sprach Johnson im Umkleideraum an, ob sie Interesse hätte, in einer Hauptrolle bei einem Film mitzuwirken, dessen Dreharbeiten in zwei Wochen beginnen würden. Nach einem Vorsprechen erhielt Johnson, die zuvor noch nie vor einer Kamera gestanden hatte, die Rolle für den Film Starlet; die Dreharbeiten fanden im Spätsommer 2011 im San Fernando Valley statt. Der von Kritikern hochgelobte Low-Budget-Film erzählt die ungewöhnliche Freundschaft zweier Frauen.
Johnson verkörperte, unter der Regie des Independentfilm-Regisseurs Sean S. Baker, die Rolle der alten, alleinlebenden Witwe Sadie. Bei einem privaten Flohmarkt, den sie in ihrem Hof veranstaltet, lernt sie die junge 21-jährige Jane, gespielt von Dree Hemingway kennen. Jane kauft von Sadie eine Thermoskanne, in der mehrere Tausend Dollar versteckt sind.
Der Film Starlet hatte seine Uraufführung im März 2012 beim South by Southwest-Filmfestival in Austin. Besedka Johnson erhielt von der Jury des South by Southwest-Filmfestival eine besondere Anerkennung für ihre Rolle in dem Film Starlet. Die Zeitung New York Times sprach von einem „wahrhaften, eindringlichen Leinwanddebüt“ Johnsons. Im August 2012 lief der Film im Hauptprogramm des Internationalen Filmfestivals von Locarno. Im Februar 2013 erhielt Starlet bei den Independent Spirit Awards den Robert Altman Award für die beste Ensembleleistung.
Johnson erhielt Anfragen für weitere Spielfilme; Starlet blieb jedoch ihr einziger Film. Johnson starb im Alter von 87 Jahren im Glendale Memorial Hospital an den Folgen einer bakteriellen Infektion.

## Filmografie
- 2012: Starlet (Starlet)